# Bocskai FC
A Bocskai FC egy megszűnt labdarúgócsapat, melynek székhelye Debrecenben volt. Legjobb eredménye: 1930-ban első vidéki klubként sikerült elhódítania a Magyar kupát.

## Története

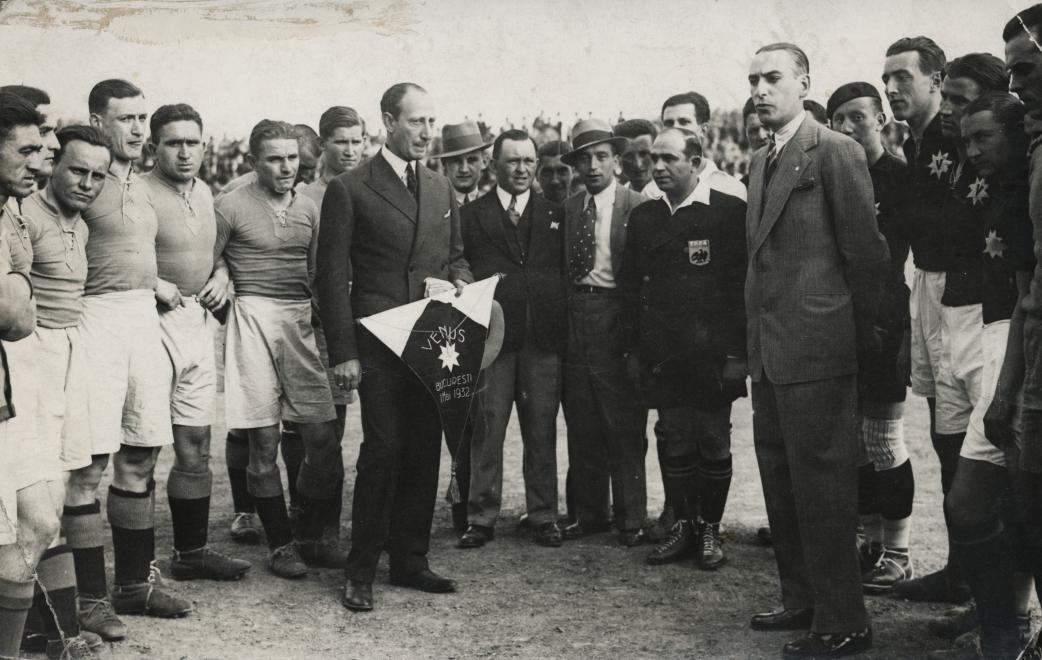
Balra a Bocskai csapata egy 1932-es Venus București elleni mérkőzés előtt

A csapatot 1926 július 31-én alapították profi labdarúgó klubként Bocskay FC néven (csak a harmincas évektől kezdték el Bocskai FC –ként írni) kék-sárga színekkel. Kezdetben sem anyaegyesülete, sem megfelelő támogatottsága nem volt az egyesületnek, mindezek „beszerzésére” a későbbiekben került sor. Mivel a régió egyetlen profi klubja voltak nem volt nehéz szerződések útján játékosokat szerezni, így a DVSC-ből kilenc, de a többi debreceni csapatból és a környező településekről is több játékost elcsábítottak. A Bocskai FC amolyan kerületi válogatottnak felelt meg ebben az időben, így mind a játékosok, mind a vezetők, de még a szurkolók is a többi környező klubtól érkeztek. 
A Profi Liga bevezetése után a másodosztályba kaptak besorolást, ahol az 1927-ben megszerzett második hellyel és egy sikeres osztályozóval már sikerült is kvalifikálniuk magukat a legjobb magyar egyesületek közé. A kezdeti évben kissé visszafogottabban szerepeltek (11. hely), de ezután felzárkóztak a három nagy fővárosi klub: a Ferencváros, a Hungária illetve az Újpest mögé és többnyire a vidéki profi klubok elé. Az 1929/30-as év lett a csapat legsikeresebb esztendeje, a bajnokságban ugyan csak 5. lett a gárda, de elhódították ellenben a Magyar Kupát (Bocskai FC – Szegedi Bástya 5-1), mely vidéki alakulatnak addig egyszer sem sikerült. 1931-ben indulhattak elsőnek a népszerű Közép-európai kupában, de ott a későbbi győztes First Vienna simán (0-3, 0-4) búcsúztatta őket. A bajnokságban a legjobb helyezésük egy 3. hely volt az 1933–34 bajnoki idényben, mellyel megtörték az évek óta dobogón lévő három fővárosi nagy hegemóniáját és erre a profi évek alatt egyetlen más honi csapat sem volt képes, ráadásul ez volt az első alkalom hogy vidéki csapat dobogóra állhatott. Az 1934-es VB-re öt játékost adtak a magyar válogatottnak, de ezután leáldozóban volt a csapat szereplése. 1934-ben a KK sorozatában is szerepeltek újra, de a későbbi győztes Bologna ellen búcsúzni kényszerültek. A debreceni visszavágó érdekessége volt, hogy ekkor adták át a Nagyerdei Stadiont labdarúgó meccsen is. A KK találkozóra 1934. június 26-án került sor 12 000 néző előtt, ahol az olaszországi 2-0-s vereség után a Nagyerdőn csak 2-1-re sikerült nyerni. 
A VB után többnyire a középmezőny végén zárta az évet a Bocskai, majd a harmincas évek végén már a kiesés ellen küzdöttek a már Nemzeti Bajnokságra keresztelt legjobbak között. A klub igen nehéz anyagi helyzetbe került, így felmerültek olyan abszurd lehetőségek hogy egyesülnek a szombathelyi Savaria FC-vel vagy éppen a Ferencvárosi FC fiókcsapata lesznek. Az másodosztályban összesen 13 évet húzott le a csapat és ebben az időszakban a Bocskai FC volt Debrecen és egyben a vidék legjobb csapata. A vég 1940-ben érte utol a gárdát és még ebben az évben megszűnt a kék-sárga alakulat, ugyanis erős anyagi háttér híján a klub nem bírta el az NBI pénzügyi követelményeit és az MLSZ is erősen rászállt a csapatra tartozásai miatt. A megszűnt csapat kellékeit 1941-ben a KLASZ-ban szereplő szegényebb egyesületek kapták meg, míg az elnyert díjai, ereklyéi a debreceni Déry Múzeumba kerültek.

## Stadionja
1926 és 1934 között a Vágóhíd utcai sporttelep adott otthont a Bocskai hazai mérkőzéseinek. 1934-ben a Nagyerdei Stadionba költöztek, ahol  a csapat 1940-es megszűnéséig szerepeltek.

## Sikerei
- NB II
  - Második hely: 1926/27
- Magyar kupa
  - Győztese: 1930
- NB I
  - Harmadik hely: 1933/34

### Nemzetközi kupaszereplések
| Szezon | Bajnokság          | Forduló      | Ellenfél        | Otthon | Idegenben | Össz. |
| ------ | ------------------ | ------------ | --------------- | ------ | --------- | ----- |
| 1931   | Közép-európai kupa | Negyeddöntő  | First Vienna FC | 0-4    | 0-3       | 0–7   |
| 1934   | Közép-európai kupa | Nyolcaddöntő | Bologna FC 1909 | 2-1    | 0-2       | 2–3   |

## Híres játékosok

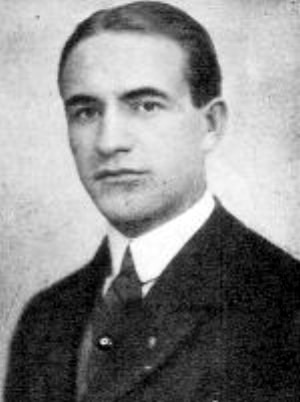
Orth György

Vincze Jenő

* a félkövérrel írt játékosok rendelkeznek felnőtt válogatottsággal.
- Semler Gusztáv
- Berecz István
- Bihámy Béla
- Eőry Mihály
- Fehér Ferenc
- Finta Károly
- Gyarmati János
- Markos Imre
- Móré János
- Opata Zoltán
- Orth György
- Palotás István
- Seiden Jenő
- Szaniszló Zoltán
- Teleki Pál
- Vágó József
- Vincze Jenő
- Volentik Béla